# فابین لوفه‌ور
فابین لوفه‌ور (فرانسوی: Fabien Lefèvre‎؛ زادهٔ ۱۸ ژوئن ۱۹۸۲) قایقران کانو اهل فرانسه است.
وی در مسابقات کشوری و بین‌المللی در مجموع برندهٔ ۹ مدال طلا، ۷ مدال نقره، ۶ مدال برنز شده‌است.